# NFASC
NFASC‏ (Neurofascin) هوَ بروتين يُشَفر بواسطة جين NFASC في الإنسان.

## الوظيفة
Neurofascin هو جزيء التصاق الخلايا المناعية من عائلة L1 يشارك في استهداف الخلايا الفرعية للمحور العصبي وتكوين المشبك أثناء التطور العصبي.

## الأهمية السريرية
الطفرة المتماثلة اللواقح التي تسبب فقدان Nfasc155 تقود إلى انخفاض التوتر العضلي الخلقي الشديد، وتقلصات في الأصابع وأصابع القدم وعدم وجود رد فعل للمس أو الألم.